# エリザベス・リーサー
エリザベス・リーサー（Elizabeth Reaser, 本名: Elizabeth Ann Reaser, 1975年6月15日 - ）は、アメリカ合衆国で活動する女優。『トワイライト』シリーズのエズミ・カレン役で知られている。他の作品では、『幸せのポートレート』（2005年）、『ステイ』（2005年）などに出演している。

## 略歴
エリザベスは、1975年6月15日にミシガン州ブルームフィールドで母カレン・デイビットソンと父ジョン・リーサーの間に3人姉妹の次女として生まれた。彼女の継父は、大富豪のビジネスマンであるウィリアム・デイビットソンだった。母・カレンはウィリアムの死後、彼の会社の持ち主となった。エリザベスは、ジュリアード学院を卒業している。
2007年には『Sweet Land』（2005年）でインディペンデント・スピリット賞にノミネートされた。アリ・セリム監督の、この『Sweet Land』の演技では、『バラエティ』誌から「驚きの力強さとユーモアと官能的な芝居」と評され、『ロサンゼルス・タイムズ』紙からは「本作のリーサーほど真に迫れる女優はめったにいない」と賞賛を受けた。
また、『グレイズ・アナトミー』（2007-2008年）にエヴァ役でゲスト出演し、エミー賞ゲスト賞と映画俳優組合賞キャスト賞にノミネートされた。近年では、ポール・キャラハン監督の作品『約束のハドソン川』（2009年）で、ジョセフ・ファインズ、ジャスティン・カークと共演した。

## フィルモグラフィー

### 映画
| 年   | 邦題/原題                                                                                 | 役名                               | 備考 |
| ---- | ----------------------------------------------------------------------------------------- | ---------------------------------- | ---- |
| 2002 | 72時間 Emmett's Mark                                                                      | アリソン・ホームズ                 |      |
| 2005 | ステイ Stay                                                                               | アテナ                             |      |
| 2005 | 幸せのポートレート The Family Stone                                                       | スザンナ・ストーン・トラウスデイル |      |
| 2006 | NYカンタービレ Puccini for Beginners                                                      | アレグラ                           |      |
| 2008 | トワイライト〜初恋〜 Twilight                                                             | エズミ・カレン                     |      |
| 2009 | 約束のハドソン川 Against the Current                                                      | リズ・クラーク                     |      |
| 2009 | ニュームーン/トワイライト・サーガ The Twilight Saga: New Moon                             | エズミ・カレン                     |      |
| 2010 | エクリプス/トワイライト・サーガ The Twilight Saga: Eclipse                                | エズミ・カレン                     |      |
| 2011 | 最低で最高のサリー The Art of Getting By                                                  | シャーロット・ホウ                 |      |
| 2011 | トワイライト・サーガ/ブレイキング・ドーン Part1 The Twilight Saga: Breaking Dawn - Part 1 | エズミ・カレン                     |      |
| 2011 | ヤング≒アダルト Young Adult                                                               | ベス・スレイド                     |      |
| 2012 | 恋するふたりの文学講座 Liberal Arts                                                       | アナ                               |      |
| 2012 | トワイライト・サーガ/ブレイキング・ドーン Part2 The Twilight Saga: Breaking Dawn - Part 2 | エズミ・カレン                     |      |
| 2015 | シークレット・チルドレン 禁じられた力 One & Two                                           | エリザベス                         |      |

### テレビ
| 年          | 邦題/原題                                               | 役名                         | 備考         |
| ----------- | ------------------------------------------------------- | ---------------------------- | ------------ |
| 2000        | ザ・ソプラノズ 哀愁のマフィア The Sopranos              | ステイス                     | 1エピソード  |
| 2002        | LAW & ORDER:犯罪心理捜査班 Law & Order: Criminal Intent | セリーナ・ウィットフィールド | 1エピソード  |
| 2006        | LAW & ORDER:犯罪心理捜査班 Law & Order: Criminal Intent | ジリアン・スローター         | 1エピソード  |
| 2006        | 交渉人 ～Standoff Standoff                              | アーニャ・リード             | 1エピソード  |
| 2007 - 2008 | グレイズ・アナトミー 恋の解剖学 Grey's Anatomy          | エヴァ / レベッカ・ホープ    | 18エピソード |
| 2010 - 2012 | グッド・ワイフ The Good Wife                            | タミー・リナータ             | 7エピソード  |
| 2014        | TRUE DETECTIVE/二人の刑事 True Detective                | ローリー・パーキンス         | 1エピソード  |
| 2015        | マッドメン Mad Men                                      | ディアナ・バウアー           | 2エピソード  |
| 2016        | イージー Easy                                           | アンディ                     | 1エピソード  |
| 2017        | Law & Order True Crime                                  | パム・ボザニッチ             |              |
| 2019        | ハンドメイズ・テイル/侍女の物語 The Handmaid's Tale     | オリビア・ウィンスロー       |              |

### 舞台
| 年   | 邦題/原題                | 役名         | 備考 |
| ---- | ------------------------ | ------------ | ---- |
| 2003 | 冬物語 The Winter's Tale | パーディッタ |      |